# Juvenes Translatores
 (avril 2023).
Juvenes Translatores (« jeunes traducteurs » en latin), est un concours de traduction lancé en 2007 destiné aux écoles secondaires de l'Union européenne (UE). Il est organisé par la Direction générale de la traduction (DGT) de la Commission européenne.
Un concours s'est tenu en novembre 2015. Il se déroule habituellement de 10h00 du matin à midi (heure de Bruxelles).

## Objectifs
L'objectif du concours Juvenes Translatores contest est de promouvoir :
- l'apprentissage des langues ;
- le multilinguisme ;
- la carrière des métiers de traduction.
Le concours a pour but de sensibiliser les jeunes européens à l'importance des compétences linguistiques pour une meilleure communication à l'échelle de l'Europe et le développement d'une compréhension mutuelle. Au regard du besoin en croissance constante de traducteurs en Europe, le concours encourage aussi à la diversification de l'apprentissage des langues afin de faire progresser le multilinguisme et la communication interculturelle, et insiste également sur l'importance des études de traduction.

## Règles de base
Juvenes Translatores est un concours annuel ouvert aux élèves parvenant à l'âge de 17 ans durant l'année calendaire du concours. L'édition 2015 sera ouverte aux élèves nés en 1998. Les participants doivent traduire un texte d'une page dans n'importe laquelle des 552 combinaisons possible entre les 24 langues officielles de l'Union européenne, en s'aidant seulement de dictionnaires papier (aucun appareil électronique n'est autorisé). Chaque établissement originaire d'un des pays membres de l'UE peut enregistrer jusqu'à cinq élèves de n'importe quelle nationalité. Le nombre d'écoles participantes (751 au total) dépend du nombre de sièges que chaque État membre de l'UE s'est vu octroyer au Parlement européen.

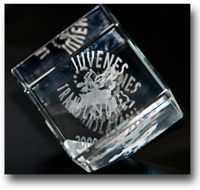

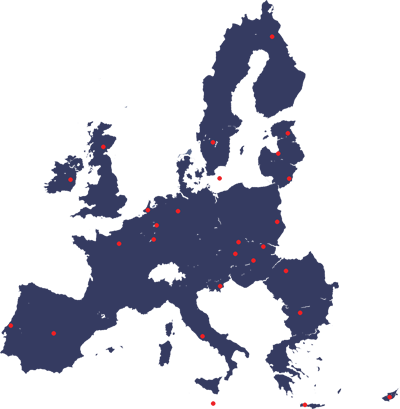

| États membres de l'UE | Nombre d'écoles autorisées à participer |
| --------------------- | --------------------------------------- |
| Autriche              | 18                                      |
| Belgique              | 21                                      |
| Bulgarie              | 17                                      |
| Croatie               | 11                                      |
| Chypre                | 6                                       |
| République tchèque    | 21                                      |
| Danemark              | 13                                      |
| Estonie               | 6                                       |
| Finlande              | 13                                      |
| France                | 74                                      |
| Allemagne             | 96                                      |
| Grèce                 | 21                                      |
| Hongrie               | 21                                      |
| Irlande               | 11                                      |
| Italie                | 73                                      |
| Lettonie              | 8                                       |
| Lituanie              | 11                                      |
| Luxembourg            | 6                                       |
| Malte                 | 6                                       |
| Pays-Bas              | 26                                      |
| Pologne               | 51                                      |
| Portugal              | 21                                      |
| Roumanie              | 32                                      |
| Slovénie              | 8                                       |
| Slovaquie             | 13                                      |
| Espagne               | 54                                      |
| Suède                 | 20                                      |
| Royaume-Uni           | 73                                      |
| Total                 | 751                                     |

## Calendrier

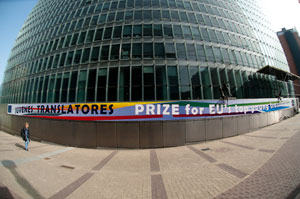

| 1er septembre – 20 octobre | dépôt des candidatures via le site web de Juvenes Translatores.                                                                                   |
| Fin Octobre                | Tirage au sort pour déterminer les écoles participantes.                                                                                          |
| Fin novembre               | Jour du concours : les élèves des écoles sélectionnées font l'examen surveillés par leurs professeurs au même moment, dans tous les pays de l'UE. |
| Décembre/Janvier           | Les copies sont évaluées par les traducteurs de la DGT qui sélectionnent les meilleures traductions pour chacun des États membres.                |
| Printemps                  | Tous les 28 gagnants (un par pays) gagnent un voyage à Bruxelles pour assister à une cérémonie de remise des prix.                                |